# Sinteza Oradea
Sinteza Oradea este o companie din România care produce și comercializează produse chimice - produse farmaceutice, halogenuri de alchil, insecticide organo-fosforice, colectori de flotație, aditivi pentru uleiuri minerale, pigmenți anorganici, materiale de umplutură și stabilizatori pentru mase plastice, produse peliculogene, și alte produse.
Întreprinderea Chimică Sinteza a fost înființată în anul 1954, fiind una din primele întreprinderi cu profil chimic înființate în România.
Printre societățile preluate la înființare se numărau Fabrica de produse chimice organice Aurora, înființată în anul 1905, Întreprinderea Chimico-Farmaceutică Vesta, înființată în 1922 și Fabrica Fii lui A. Zankl, constituită în 1923. În anul 1990, a fost transformată în societate pe acțiuni.
Acțiunile Sinteza se tranzacționează la categoria a II-a la Bursa de Valori București, începând din anul 1997.
Acționarul majoritar al companiei este firma Porto Petrol SRL cu o deținere de 51,83% din capital.
Tibor Tincau controlează 28.13% din acțiunile companiei.
Număr de angajați în 2011: 90
Cifra de afaceri:
- 2011: 3,3 milioane euro[4]
- 2008: 12,2 milioane lei (3,3 milioane euro)[5]
- 2007: 13,7 milioane lei[5]
- 2006: 16,8 milioane lei[3]
- 2005: 13,9 milioane lei (4 milioane de euro)[1]

Venit net:
- 2006: 2,5 milioane lei[3]
- 2005: -2,1 milioane lei (608.000 euro) - pierdere[1]